# Демцюх, Зиновий Николаевич
Зиновий Николаевич Демцюх (род. 7 февраля 1943, Великосёлки, Львовская область) — украинский дирижер, педагог, доцент Львовского национального университета имени Ивана Франко, Заслуженный работник культуры Украины.

## Биография
Закончил дирижёрский факультет Львовской государственной консерватории им. Н. Лысенко (1972 г.).
В 1963 г. преподаватель Прилуцкого педагогического училища им. И. Франко (Черниговская область);
1963—1966 гг. служил в армии;
1971—1972 гг. артист-хормейстр Киевской мужской хоровой капеллы Хорового общества УССР (теперь капелла имени Льва Ревуцкого);
1972—2006 гг. преподаватель Львовского музыкально-педагогического училища имени Филарета Колессы и Педагогического колледжа Львовского университета;
1991—1997 гг. старший преподаватель кафедры дирижирования Львовской национальной музыкальной академии имени Николая Лысенко;
с 2006 г. старший преподаватель кафедры музыкального искусства Львовского национального университета имени Ивана Франко.
Автор научных работ, статей, сборников хоровых произведений, учебных программ, рецензий, отзывов, наработок в сфере фольклора.
Работал с разными хоровыми коллективами: детским хором «Подснежник» (1976—1979 гг.); хоровой капеллой студентов Львовской политехники (1979—1985 гг.); студенческим и преподавательским хором Львовского музыкально-педагогического училища имени Филарета Колессы (1972—2000 гг.);
Основатель, художественный руководитель и главный дирижёр хоровой капеллы «Антей» (1984—2005 гг.);
Дирижёр мужского вокального ансамбля «Солисты Львова» (с 2001 г.).
Коллективы, возглавляемые З. Демцюхом становились победителями Всеукраинских и Международных конкурсов и фестивалей, в частности,
- І премия и звание лауреата на Всеукраинском конкурсе хоровых коллективов имени Саломеи Крушельницкой (Тернополь, 1988 г.);
- ІІ премия и звание лауреата на ІІ Всеукраинском конкурсе хоровых коллективов имени Николая Леонтовича (Киев, 1993 г.);
- І премия с отличием (Firste prijs cum laude) и звание лауреата на Международном конкурсе хоровых коллективов в г. Неерпельте (Бельгия, 1996 г.).

Участвовал в международных музыкальных проектах:
В 1996 г. — Архиерейская Божественная Литургия в Соборе Святого Петра (Ватикан) с участием Святейшего Отца Иоанна Павла ІІ (З. Демцюх дирижировал сводным хором с Украины);
В 1999 г. — «Бокаччо» (в рамках проекта исполнялись одноимённая комическая опера Франца фон Зуппе, а также «Реквием» и «Коронационная месса» Вольфганга Амадея Моцарта);
В 2004 г. — «Вильгельм Телль» Джоаккино Россини (опера, спектакль); в 2004—2005 г. — «Летучая мышь» (исполнение одноимённой оперетты Иоганна Штрауса и популярных хоровых фрагментов из оперных спектаклей «Набукко» и «Травиата» Джузеппе Верди и «Кармен» Жоржа Бизе);
В 2006 г. — «Carmina Burana» Карла Орфа (концертное исполнение).
Записал три CD -диска: «Возвеселимся все вместе нынче (Колядки и щедровки)» (Львов, 2002 г.); «Народные жемчужины (28 украинских народных песен)» (Львов, 2004 г.); «Благослови, душа моя, Господа (Духовные сочинения)» (Львов, 2006).
География концертных выступлений (турне, гастролей): Бельгия, Испания, Италия, Латвия, Литва, Люксембург, Германия, Польша, Россия, Сербия, Словакия, Венгрия, Франция, Швейцария.
Неоднократный член оргкомитета по подготовке и проведению международных фестивалей хоровой музыки во Львове, член жюри многих конкурсов. На протяжении многих лет был членом Национального всеукраинского музыкального союза.
С 2006 г. возглавляет секцию дирижёрско-хоровых дисциплин кафедры музыкального искусства Львовского национального университета имени Ивана Франко.

## Монографии
- Демцюх З. М. Пісенні обрії «Антея»: спогади та роздуми диригента, 2010. — 176 с. ISBN 978-966-547-326-8
- Демцюх З. М. Вечірня у Велику п’ятницю. Аранжування і упорядкування партитури для однорідного хору. — Львів, 2006 р.
- Співають «Солісти Львова». Збірник духовних творів. Упорядник З. Демцюх. — Львів, 2007 р. — 204 с.[3]